# 지노 이오르굴레스쿠
게오르게 "지노" 이오르굴레스쿠(루마니아어: George "Gino" Iorgulescu, 1956년 5월 15일, 지우르지우 주 지우르지우 ~)는 루마니아의 전직 프로 축구 선수로, 현역 시절 수비수로 활약했다. 그는 현재 루마니아 프로축구연맹의 회장을 역임하고 있다.

## 클럽 경력
지노 이오르굴레스쿠는 1956년 5월 15일에 남주 루마니아의 지우르지우에서 출생해 인근 두너레아 지우르지우의 유소년부에서 축구를 시작해 1973-74 시즌에 1군 신고식을 치렀다. 그는 두너레아의 동료인 칼리아누와 함께 스포르툴 스투덴체스크로 이적했고, 1975년 8월 31일에 1-1로 비긴 우니베르시타테아 크라이오바전에서 안젤로 니쿨레스쿠 감독 하에 디비지아 A 첫 경기를 치렀지만, 이 경기는 이 시즌에 그가 출전한 유일한 경기였고, 대신 미르체아 러둘레스쿠가 지휘하는 구단 유소년부에서 더 많은 기회를 받고 이듬해에 또다른 디비지아 A 구단인 프로그레술 부쿠레슈티로 임대되어 28번의 경기에 출전해 6번 골망을 흔들고 스포르툴 스투덴체스크로 돌아와 러둘레스쿠 감독 체제에서 더 많은 1군 기회를 잡아 보다 많은 활약을 펼쳤다. 그는 이후 12년을 스포르툴 스투덴체스크에서 보내며 파울 카잔과 중앙 수비를 같이 맡았고, 이 시기에 1977-78 시즌에는 개인 시즌 최다인 12골을 기록했고, 소속 구단의 1985-86 시즌 준우승에 일조했고, 러둘레스쿠 감독 체제에서 1979년 쿠파 로므니에이 결승전에 출전했지만, 스테아우아 부쿠레슈티에 0-3으로 패했고, 1979-80 시즌 발칸컵에서는 정상에 오르고 1976년 발칸컵 결승에도 올랐다. 그는 "학생단" 일원으로 14번의 UEFA컵 경기에 출전해 2골을 넣었는데, 1-0으로 이긴 인테르나치오날레와의 경기에서 결승골의 주인공이 되었고, 1987-88 시즌에 4경기를 치르면서 1차전에서 카토비체를 꺾고 2차전에서 페테르 슈마이켈과 브리안 라우드루프가 포진한 브뢴비를 상대해 원정에서 0-3으로 패한 뒤 안방에서 같은 점수로 이겼고, 승부차기로 덴마크 구단을 따돌리고 3차전에서 이탈리아의 엘라스 베로나를 상대했다. 이오르굴레스쿠는 1989년 6월 20일에 스포르툴 스투덴체스크가 아르제슈 피테슈티를 2-1로 꺾은 경기에서 결승골을 기록하며 마지막 디비지아 A 경기를 치렀고, 그는 디비지아 A에서 총 354번의 경기에 출전해 55골을 기록했고, 쿠파 로므니에이에서는 25경기에 출전해 4골을 기록했고, 그의 마지막 경기를 치른 해는 공산주의 정권이 베이르스홋에서 해외 무대를 뛸 수 있도록 허락받았지만, 1989-90 시즌 벨기에 리그에서 그는 2경기만을 출전했다.

## 국가대표팀 경력
지노 이오르굴레스쿠는 루마니아 국가대표팀의 경기에 48번 출전해 2골을 기록했고, 그의 첫 국가대표팀 경기는 미르체아 루체스쿠 감독 임기에 1981년 11월 11일 치른 스위스와의 1982년 월드컵 예선전 경기로, 0-0 무승부로 끝났다. 그는 본선행에 성공한 유로 1984 예선전에 7경기 출전했는데, 특히 월드컵을 우승한 이탈리아와의 원정 경기에서 1-0으로 이겨 파올로 로시를 완벽히 틀어막았고, 미르체아 루체스쿠 감독은 그를 스페인, 포르투갈과의 유로 1984 본선 경기에서 기용했는데, 스페인전은 1-1로 비기고 포르투갈전은 0-1로 패했고, 루마니아는 조별 리그를 넘지 못했다. 그는 1986년 월드컵 예선전 경기에 7번 출전했는데, 3-1로 이긴 튀르키예와의 원정 경기에서 득점을 올려 3-1 승리에 일조했고, 뒤이어 2-2로 비긴 이집트와의 친선경기에서도 득점을 했는데, 공교롭게도 이 경기는 그가 처음으로 주장을 맡은 경기였다. 이오르굴레스쿠의 마지막 국가대표팀 경기는 1986년 10월 8일에 열린 이스라엘과의 원정 친선경기였는데, 에메리히 제네이 감독은 80분에 그를 게오르게 하지와 교체시켜 투입했고, 결과는 4-2 승리였다.
이오르굴레스쿠는 유로 1984에서 자국을 대표로 본선에 출전해, 2008년 3월 25일에 트라이안 버세스쿠 루마니아의 대통령으로부터 "스포츠 명예 훈장" 3등급을 받았다.

### 국가대표팀 득점 기록
아래의 점수에서 왼쪽의 점수가 루마니아의 점수이며, 점수 열은 이오르굴레스쿠의 득점 상황의 점수를 나타낸다.
| # | 날짜             | 경기장                                  | 상대     | 점수 | 결과 | 대회                 |
| - | ---------------- | --------------------------------------- | -------- | ---- | ---- | -------------------- |
| 1 | 1985년 11월 13일 | 튀르키예 이즈미르 아타튀르크 경기장     | 튀르키예 | 1–0  | 3–1  | 1986년 월드컵 예선전 |
| 2 | 1986년 2월 28일  | 이집트 알렉산드리아 알렉산드리아 경기장 | 이집트   | 2–1  | 2–2  | 친선경기             |

## 은퇴 후
현역 은퇴 후, 지노 이오르굴레스쿠는 1990년부터 스포르툴 스투덴체스크 시절 감독이었던 루마니아 국가대표팀의 미르체아 러둘레스쿠를 수석 코치로서 보좌했다. 1991년에 러둘레스쿠 감독이 물러나 코르넬 디누가 국가대표팀 감독으로 취임한 뒤에도 이오르굴레스쿠는 디누의 사단으로 들어가 수석 코치로 계속 활동했지만, 1994년 월드컵 예선전에서 체코슬로바키아에게 코시체에서 2-5로 패하면서 이에 책임지고 1993년 6월에 디누와 이오르굴레스쿠 둘 다 사퇴했다. 1994년부터 2005년까지는 나치오날 부쿠레슈티 회장을 역임하며 구단은 디비지아 A 준우승을 거두었고, 1997년과 2003년 쿠파 로므니에이 결승전에 진출해 각각 스테아우아 부쿠레슈티에 2-4, 디나모 부쿠레슈티에 0-1로 패했다. 나치오날 부쿠레슈티 회장을 역임하던 도중, 그는 발테르 첸가, 로베르토 란디나 코스민 올러로이우 등의 감독을 영입하고, 199년에는 호세 라몬 알렉상코가 떠나고 공석이 된 감독직을 맡아 1998-99 시즌 13경기를 이끌며 6승 1무 6패를 기록했는데, 1-3으로 패한 라피드 부쿠레슈티와의 경기에서 심판 판정에 불만을 표출한 그는 콘스탄틴 조타 주심과 추격전을 벌여 구설수에 올랐다. 2000년, 이오르굴레스쿠는 루마니아 프로축구연맹장 선거에 출마했지만, 두미트로 드라고미르에 밀려 낙선했고, 2013년에 다시 드라고미르를 상대로 출마해, 이번에는 당선되었다.

## 수상
스포르툴 스투덴체스크
- 발칸컵
  - 우승: 1979–80
  - 준우승: 1976[8]
- 디비지아 A 준우승: 1985–86[3]
- 쿠파 로므니에이 준우승: 1978–79[7]

개인
- 루마니아 올해의 축구 선수 5위: 1982

## 참가
1. ↑  루마니아 올림픽 국가대표팀 경기 1회 출전 1골 기록 포함.[1][2]